# 곰퍼츠 분포
곰퍼츠 분포(Gompertz distribution)는 벤저민 곰퍼츠의 이름을 따온 분포이다. 고장률이 지수함수적으로 증가할때의 제품 수명의 분포로 이해할 수 있다.

## 같이 보기
- 곰퍼츠-메이컴 사망률 법칙
- 벤저민 곰퍼츠
- 곰퍼츠 함수
- 고객생애가치